# Costillas de cerdo

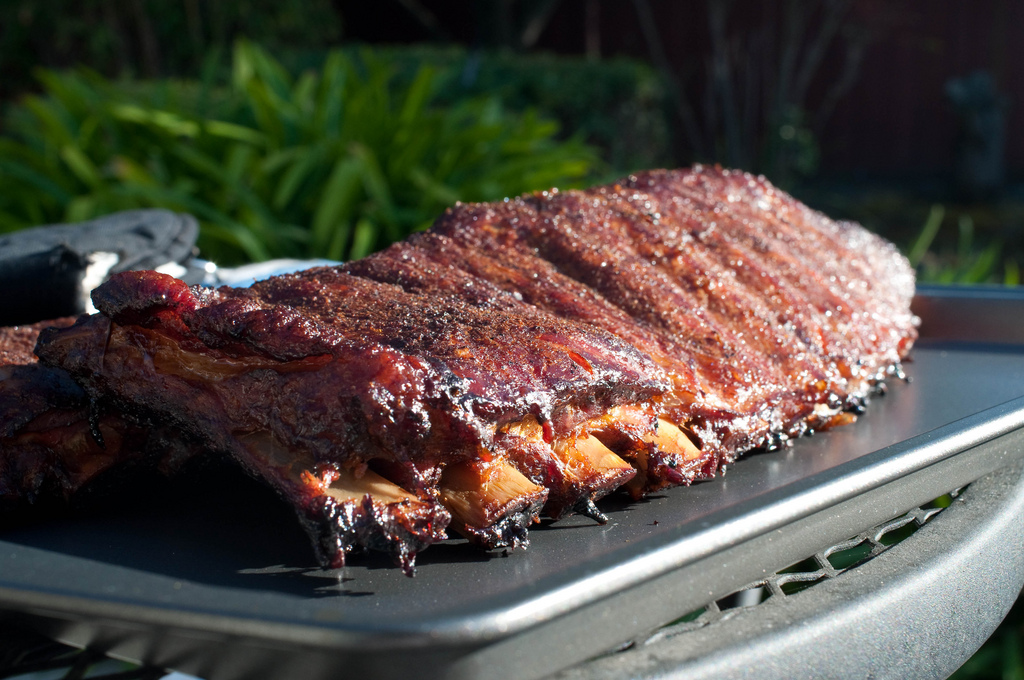
Unas costillas asadas y laqueadas servidas de una la barbacoa.

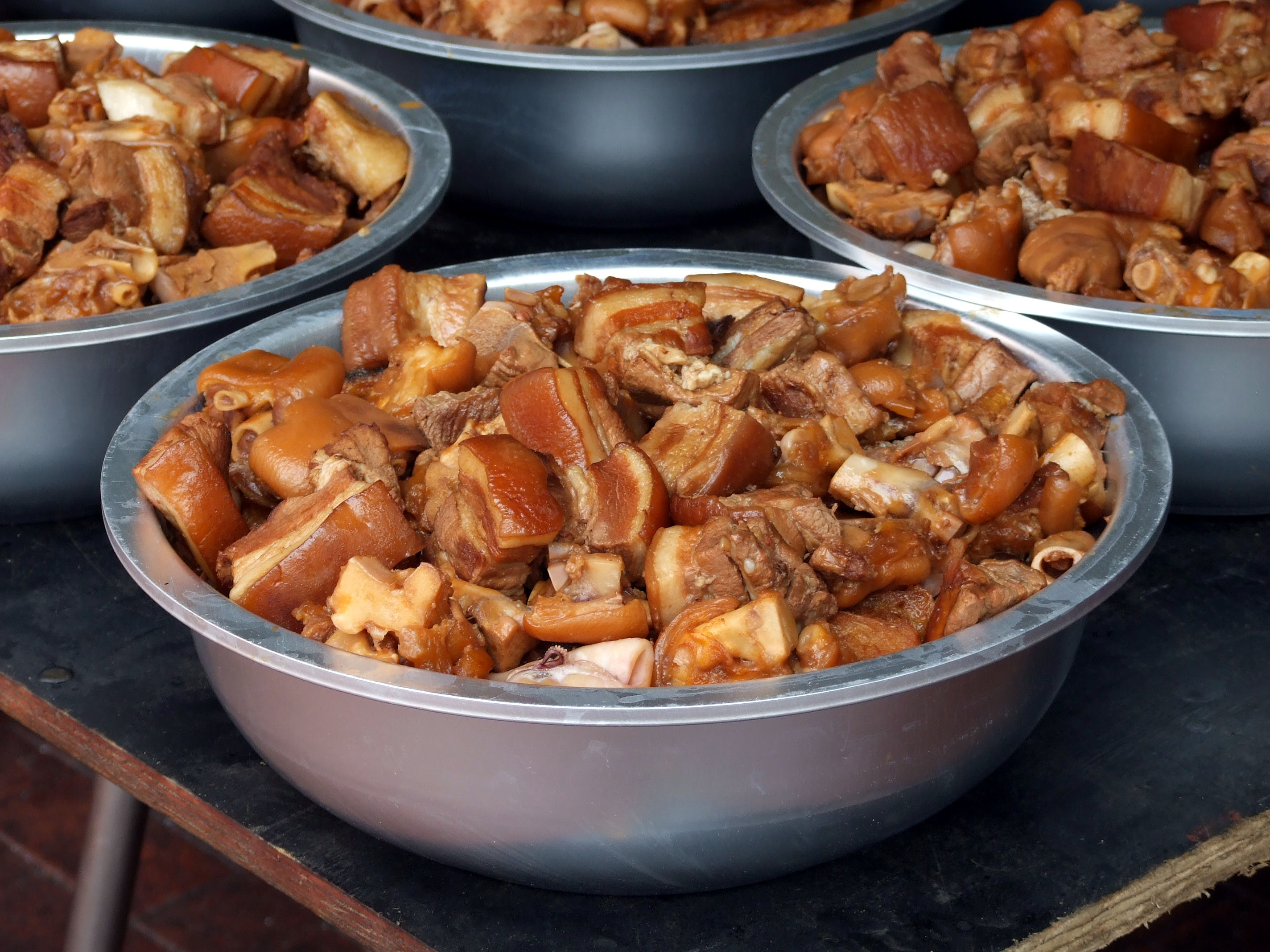
Un plato de pun choi. Los platos en la cocina asiática que emplean las costillas de cerdo son habituales.

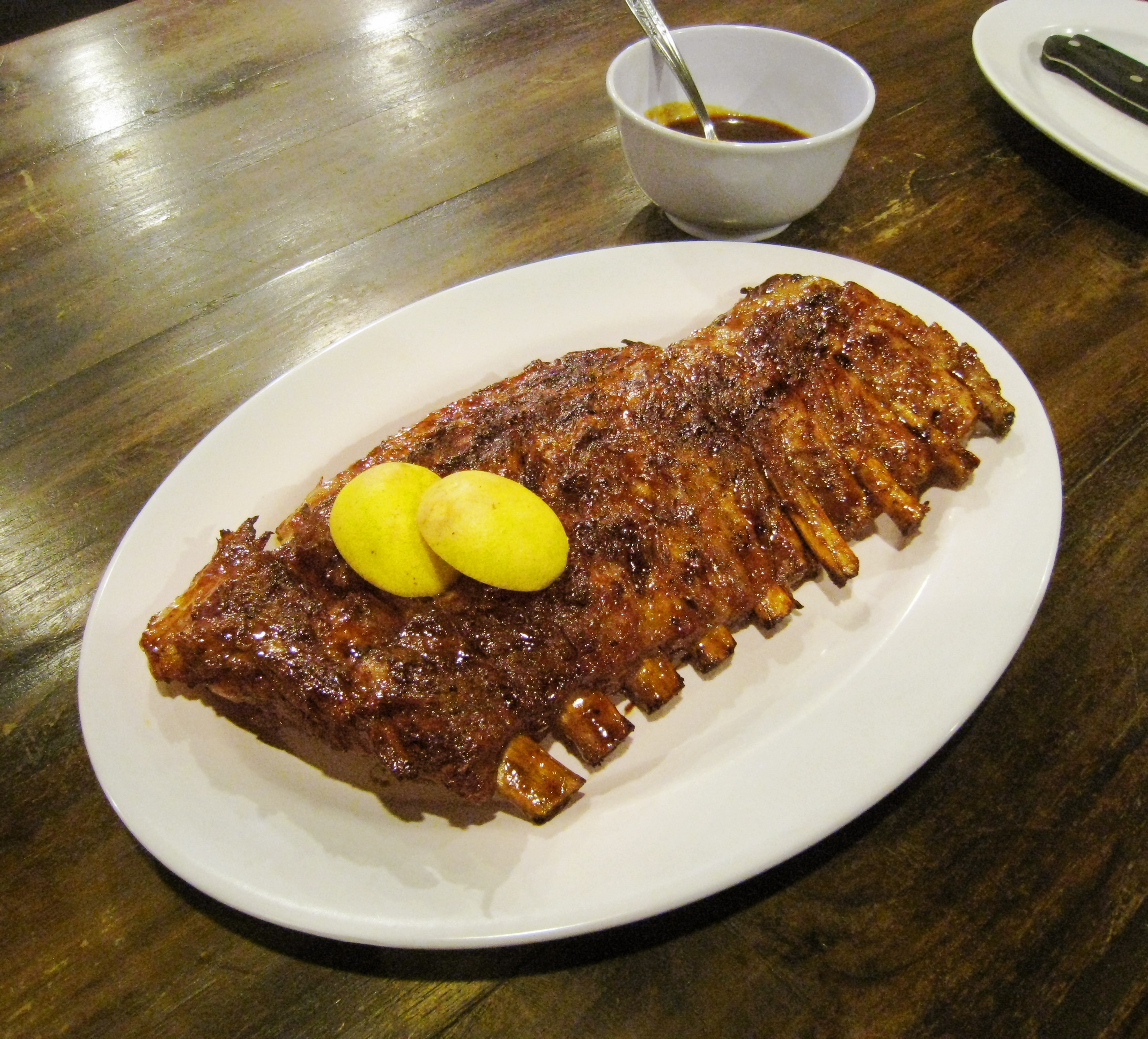
Costillas de cerdo asadas Balinesas

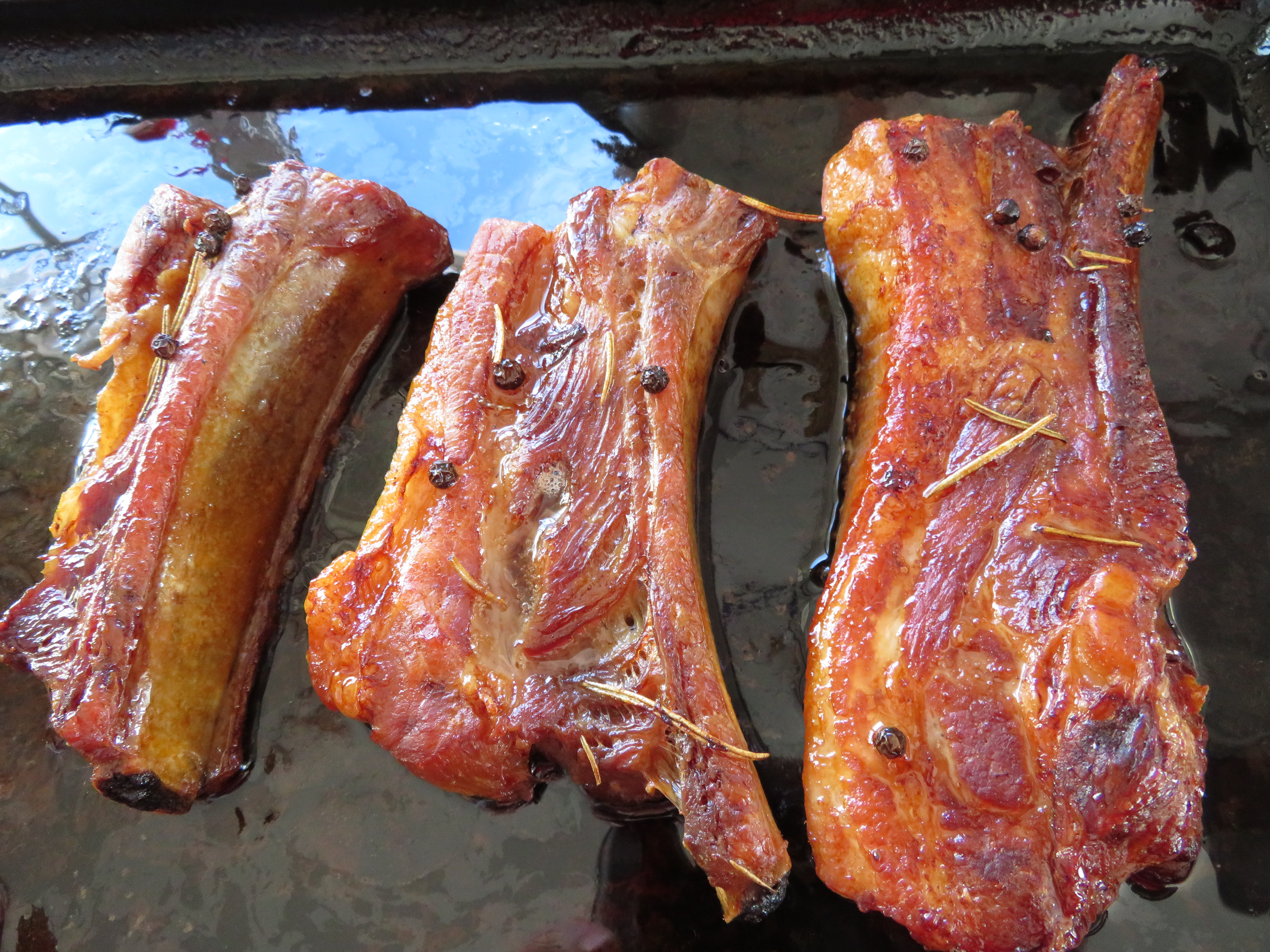
Costillas de cerdo con vino blanco y miel, cocinadas al horno, España

Las costillas de cerdo (también en singular costilla de cerdo) son un corte especial del cerdo, diferente de la chuleta. Este corte contiene las partes óseas de la caja torácica (a veces unidas por la pleura y su cartílago) del cerdo doméstico, que se denomina costillas. Se caracteriza por ofrecer una alternancia de hueso y carne que habitualmente se cocinan juntos. Una variante es el spareribs (costillas esternales) que contiene una porción de carne menor. El número de preparaciones culinarias es muy grande. Siendo una de las versiones más populares en muchas culturas el asado a la barbacoa. Aunque son populares los marinados (generalmente en adobos), ahumadas. Se suelen servir solar sin acompañamiento alguno. Y es frecuente que, ayudado por el hueso, se coman con los dedos sin necesidad de cubertería alguna. En algunas preparaciones como estofados, y cocidos, y potajes, donde suelen participar como un ingrediente más.

## Características

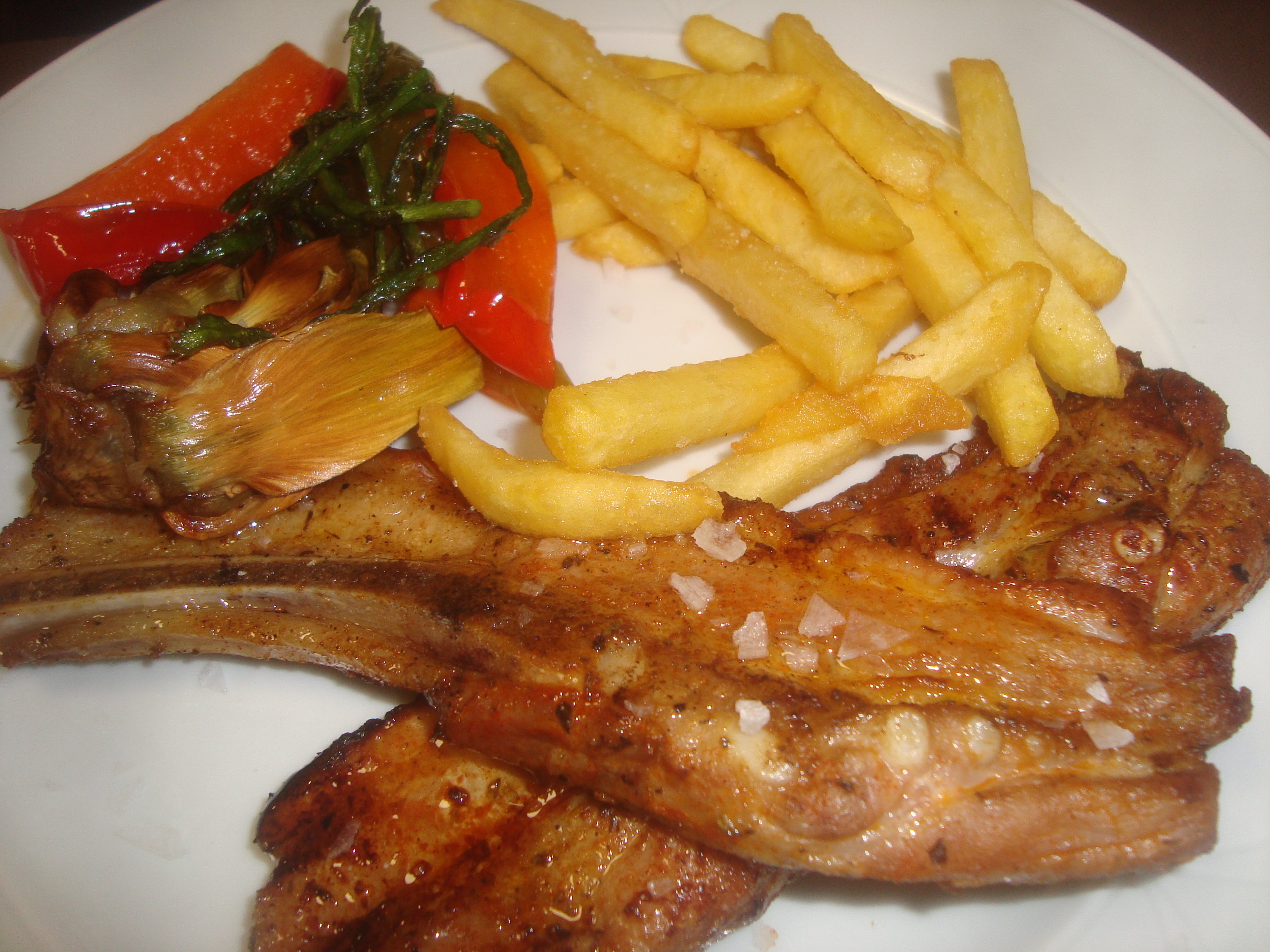
Churrasco de Torreblanca, tipo de corte de las costillas de cerdo para cocinarla a la brasa.

Las costillas se obtienen del despiece durante la matanza del cerdo. Dependiendo de la preparación se suelen cortar los huesos en dos o tres partes. Cuando una porción supera el número de cinco, suele denominarse que se sirve un 'rack' (denominado también costillar). La preparación en asados suele ser realizada sin añadido alguno, aunque es popular en algunas gastronomías laquear (Estados Unidos) con melazas diversas (así como salsas barbacoa) durante la operación de asado. En algunas ocasiones se sirven acompañadas de salsas (algunos ejemplos son las de base de mostaza) Las costillas marinadas suelen prepararse con el objeto de participar posteriormente en guisos como son cocidos, potajes, etc. Tales son la feijoada brasileña, o entre los españoles el cocido montañés, las migas a la alentejana de la cocina portuguesa. Las preparaciones ahumadas de costillas suelen ir acompañadas de coles diversas. a veces participan de guisos como es el caso de las patatas con costillas adobadas.

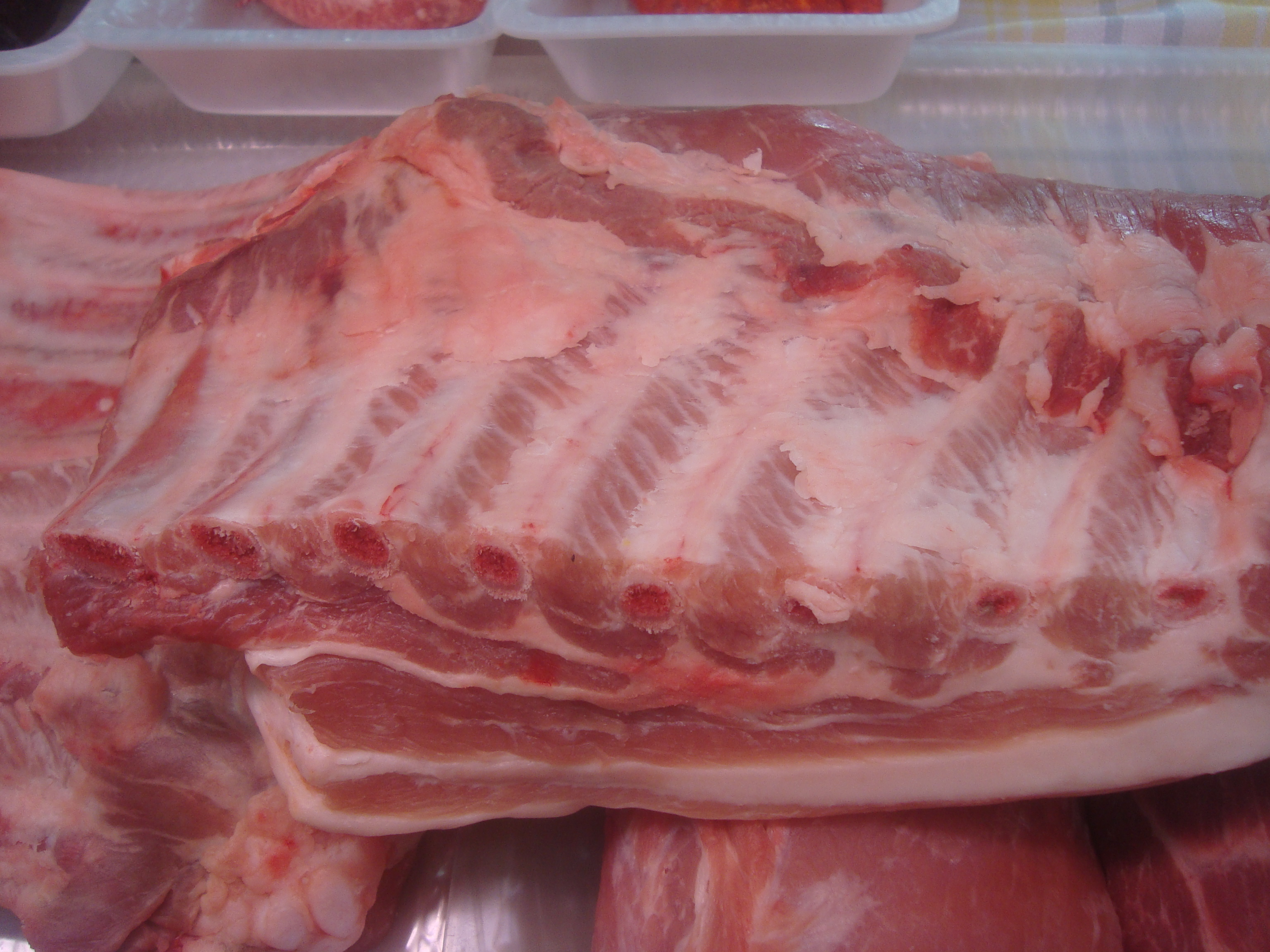
Costilla de cerdo

Con las costillas de cerdo en la culinaria española del Norte (Asturias y León) se hacen embutidos como la androlla. En algunas ocasiones se sirven al ajillo. Las costillas de cerdo se emplean frecuentemente en muchas de las preparaciones culinarias asiáticas, un ejemplo son los bollos rellenos de costilla, o con diversos acompañamientos de arroz. Algunas preparaciones en sopas como el Bak kut teh y el Hae mee (sopa de tallarines con costillas de cerdo) típicos de la cocina de Singapur.
La popularidad, y bajo coste, de este tipo de preparaciones hace que algunas compañías como McDonalds comercializaran hamburguesas como McRib (que finalmente retiró de su lista de productos el 1 de noviembre de 2005) que incluían carne picada procedente de los intersticios de las costillas.
Actualmente, se ha popularizado la preparación de las costillas de cerdo en la freidora de aire, recibiendo el nombre de costillas marinenses y constituyendo una forma más rápida que el horno y que no requiere precalentar. 